# Яхчал
Яхчал (на персийски: یخچال), в превод „яма за лед“ (یخ ях – лед,چال чал – яма) в старинното му значение е хладилно съоръжение от изпарителен вид, традиционно използвано в Персия за съхраняване на лед през горещите сезони. Построени преди векове, много от тези съоръжения са се запазили до днес в Иран. В повечето случаи те представляват комплекс от подземно хранилище, покрито с купол, до което се намират плитък водоем за производство на лед и висока стена, осигуряваща целодневна сянка. В съвременния персийски език думата яхчал се използва за битови хладилници.

## История
Не са намерени директни писмени или други обективни свидетелства за древния произход на яхчалите, но въз основа на преразкази на древни историци и някои легенди се предполага, че яхчалите са се появили векове преди нашата ера. Първите техни описания са от времето на Сефевидите (17 век) и са за яхчалите на Исфахан в пътеписите на френския пътешественик Жан Шарден.
До появата на съвременните, промишлено произвеждани хладилници яхчал е един от основните елементи на традиционната иранска архитектура и наред с вятърните кули (бадгири) и водни резервоари (аб анбари) демонстрира нейната адаптивност към сухия и горещ климат на иранското плато. До началото на 20 век съоръжението се наричало яхдан (в превод „контейнер за лед“). В някои провинции на Иран това наименование продължава да се използва като синоним на яхчал.
Ледът, произвеждан и съхраняван в яхчали се използвал в домакинствата за разнообразни цели, включително за запазване на храните през лятото, охлаждане на напитки, приготвяне на традиционен ирански десерт фалуде.

## Конструкция и функциониране[2]
Яхчал имал различни варианти на реализация. Най-елементарният от тях представлявал изкоп в земята, в който нареждали блокове лед, а за изолация от въздуха и защита от слънчевите лъчи отгоре покривали със слама, папур и пръст. При по-сложните видове яхчал върху дълбокия изкоп се изграждал висок купол.
Яхчал се наричал и цял комплекс за производство и съхранение на лед. Той се състоял от три основни части, всяка от които имала отделна функция:
- висока и масивна стена за осигуряване на плътна сянка;
- открит водоем за производство на лед;
- затворено хладилно пространство за съхраняване на лед;

### Стена
За осигуряването на сянка се построявал масивен зид, чиято височина можела да стига до 10 m. Основната стена била в направление изток-запад, с което се ограничавало слънчевото греене от юг. В зависимост от географските условия и местния релеф понякога към основния зид пристроявали допълнителни по-къси крила, ограничаващи терена от изток и запад. Зидът се изграждал от кирпич. Стените на някои комплекси украсявали с геометричен релеф.

### Водоем
Ледът обикновено се произвеждал през студените нощи на зимните месеци. За целта използвали изкопаните в земята правоъгълни водоеми с дълбочина до 50 cm. Водоемът се намирал успоредно на северната страна на стената и бил с дължина малко по-къса от нейната. За пълненето му използвали различни водоизточници, като в повечето случаи водата се доставяла чрез система от изкуствени подземни канали, наречени ганати.
Ледът във водоемите се произвеждал на няколко стъпки. Отначало се наливал тънък около 5 – 10 cm слой вода. След като той замръзвал, на следващия ден върху него се доливал нов слой вода. Действието се повтаряло докато дебелината на леда се изравни с дълбочината на водоема. След начупването на леда и преместването му в хранилището процесът започвал отново.
В районите, където наблизо имало планини, от тях доставяли естествено замръзнал лед. Този лед освен за съхраняване бил също използван като източник, стимулиращ замръзването на водата във водоема.
| Външен и вътрешен изглед на яхчал в Мейбод, централен Иран |
| Външен и вътрешен изглед на яхчал в Мейбод, централен Иран |

### Хранилище за лед
Ледът се трупал и съхранявал в хранилища, вкопани в земята. Над повърхността на земята ги покривали с куполи с височина до 10 m. Обемът на подземното хладилно пространство при някои яхчали стигал 5000 m3. Изкопът за него се правел с цилиндрична форма и диаметърът му при големите яхчали можел да бъде над 20 m. Дълбочината на изкопа зависела от климатичните особености на местността и степента на прогряването на земята и понякога стигала 15 m. Дебелите около 2 m стени били изграждани от материали с много ниска топлопроводност– камъни или приготвени по определена рецепта тухли. Като мазилка използвали специална смес, наричана сарудж, в чийто състав имало в определени пропорции пясък, вар, яйчен белтък, глина, козя козина и пепел.
За построяването на купола използвали кирпич. Куполът бил с характерна форма – отдолу започвал като полусфера, нагоре постепенно се удължавал и изтънявал, преминавайки в конус. При такава конструкция спестявали строителните материали, теглото на купола намалявало, а центърът на тежестта слизал по-надолу. Височината на купола често била над 10 m. Външната му повърхност понякога се правела стъпаловидна, с което се улеснявало провеждането на ремонтите и поддръжката. На върха на купола имало отвор, чрез който се извеждал овлажненият и затопленият въздух. При някои яхчали вентилацията се осъществявала чрез бадгири.
Особено ефективно проветряване и поддържане на ниските температури в хладилното пространство било при съоръженията, които обединявали хранилището за лед с бадгири и ганати. При такава конструкция в основата на хранилището имало специално направени отвори към подземния канал. Системата бадгир/ганат действала като охладително съоръжение на принципа охлаждане чрез изпарение, в даден случай изпарение на водата.
Механизмът на действието на един бадгир се основава върху разлика във въздушното налягане. При ветровито време от подветрената страна на бадгира се образува област с понижено налягане. Въздухът от хладилното помещение се изсмуква през канала на бадгира и се замества със студения въздух от ганата. Въздушният поток влизащ в ганата засилва изпарението на водата, в резултат на което температурата в ганата се поддържа ниска.
Тази система целогодишно осигурявала температури близки до точката на замръзване и ледът в хранилището се запазвал до следващата зима.
Начупеният лед се пренасял в хранилището ръчно или се прехвърлял чрез директна връзка с водоема. Входът, през който се запълвало хранилището, след приключването на зимното производство се зазидвал. За достъп до леда в подножието на купола имало специален вход, който се затварял с врата. За по-лесно и удобно изземване на парчетата лед от хранилището, те се нареждали на слоеве, отделени един от друг със слама и сухи растения.

## Яхчали в Иран
В Иран са намерени и регистрирани 129 места, където е имало яхчали. 71 от тях са били комплекси със съоръжения за производство на лед, а 58 само хранилища за лед. Останки от яхчали са се запазили само в 104 места.
Един от най-големите запазили се комплекси в Иран се намира в град Мейбод, централен Иран. Куполът на неговия яхчал е с височина 15 m. Дебелината му при основата е над 240 cm, а горе е само 20 cm. Пазещият от слънце зид е с дължина над 40 m, височина около 12 m и дебелина в основата до 2 m.
Добре запазен и поддържан яхчал се намира на около 2 km от центъра на град Керман, южната част на централен Иран. Височината на купола му е 18 m, а засенчващият зид е украсен с вдлъбнат релеф.
Сравнително запазени яхчали има също около Техеран, Язд и други градове. В повечето случаи възстановени или поддържани са само куполите на хранилищата, а зидовете остават полуразрушени.